# Több, mint normális
Az Több mint normális egy sorozat a Netflixen. Írója és rendezője Robia Rashid.
A 18 éves autista Sam Gardner (Keir Gilchrist) és családja életét mutatja be. Az első, nyolc epizódból álló évadot 2017. augusztus 11-én mutatták be. A produkciót a kritikusok is jól fogadták. Már a második évadra is megkötötték a szerződést, ami 10 részes lesz.

## Történet
A 18 éves connecticuti Sam Gardner autista. Mindennapjaiba akkor csöppenünk bele, mikor elhatározza, hogy randizni kezd. Édesapja, Doug, lelkesen ad neki tanácsokat a témában, hiszen egész idáig csak ritkán tudott kapcsolatba lépni fiával. A segítőkész apuka elviszi Samet szerelme házához, hogy a fiú csokoládéba mártott eperrel lephesse meg szíve választottját. Doug csak ekkor jön rá, hogy fia a saját pszichológusába, a 26 éves Juliaba lett szerelmes. Doug arra biztatja Samet, hogy egy vele egykorú lányt keressen magának. Sam úgy dönt, keres magának egy "gyakorló barátnőt", akivel tapasztalatot gyűjt, és felkészül a Juliaval folytatott kapcsolatra. Barátja Zahid, és családja segítségével próbál megbirkózni a társkeresés kihívásaival. Barátnője iskolatársa, Paige lesz, akivel később szakítanak.
Sam önállósodási törekvéseit nem könnyű feldolgozni gondoskodó édesanyjának, Elsának, aki védeni próbálja fiát a csalódásoktól. Az anyuka válságba kerül és elbizonytalanodik, miközben új szerepét keresi a családban. Egy barátokkal töltött estén egy bárban viszonya lesz Nickkel a pultossal, amit titokban folytat is.
Doug, az apa nehezen fogadja el hogy fia autista. A diagnózis megszületését követően egy évre elhagyta családját. Eltitkolja munkahelyén fia autizmusát, amiből nagy veszekedés kerekedik, mikor egy kollégája átjön vacsorázni, és felesége szóba hozza a témát.
Sam és húga, Casey egy gimnáziumba járnak, és a lány sokat segít testvérének a mindennapokban. Casey atletizál, és miután megdönt egy futórekordot, ösztöndíjat kap egy jó nevű, de másik városban található középiskolába. Szívesen menne, de nem akarja cserben hagyni bátyját. Döntését az is nehezíti, hogy, összejön Beth bátyjával, Evannnel. Bár Casey és apja kapcsolata nagyon jó, amikor a lány rájön, hogy Doug elhagyta őket korábban, meginog apjába vetett bizalma. Casey meglátja anyját a pultossal, és teljesen összetörik. Próbálja kézbe venni a helyzetet, és beszél a férfival, akit azonban ekkora azonban már kidobott Elsa. Casey nem hisz neki, és anyját hibáztatja, amiből nagy kalamajka kerekedik.
Julia, a terapeuta, megtalál egy csokoládéba mártott epret otthonukban, amiről azt hiszi, vőlegénye vette egy másik nőnek (pedig Sam ejtette el, mikor meg akarta lepni őt). Julia és vőlegénye összevesznek, hogy a fiú elköltözik. A pszichológus lány csak ezután tudja meg, hogy terhes.

## Szereplők
- Keir Gilchrist – Sam Gardner, 18 éves, autizmussal élő fiú
- Jennifer Jason Leigh – Elsa Gardner, Sam és Casey édesanyja
- Michael Rapaport – Doug Gardner, édesapa
- Brigette Lundy–Paine – Casey Gardner, Sam húga
- Amy Okuda – Julia Sasaki, Sam pszichológusa, és plátói szerelme (akinek van egy autizmussal élő testvére)

## További szereplők
- Graham Rogers – Evan Chapin, Casey barátja
- Nik Dodani – Zahid Raja, Sam barátja
- Raúl Castillo – Nick, a pultos, akivel Elsanak viszonya van
- Jenna Boyd – Paige Hardaway,Sam gyakorló barátnője
- Rachel Redleaf – Beth Chapin, Evan testvére, akit Casey megvéd, mikor a „menő lányok” gúnyolják

## Epizódok
| Évad | Évad | Epizódok | Epizódok | Eredeti sugárzás    | Eredeti sugárzás    | Eredeti adó         | Magyar sugárzás     | Magyar sugárzás     | Magyar adó |
| Évad | Évad | Epizódok | Epizódok | Évadpremier         | Évadfinálé          | Eredeti adó         | Évadpremier         | Évadfinálé          | Magyar adó |
| ---- | ---- | -------- | -------- | ------------------- | ------------------- | ------------------- | ------------------- | ------------------- | ---------- |
|      | 1.   | 8        | 8        | 2017. augusztus 11. | 2017. augusztus 11. |                     | 2017. augusztus 11. | 2017. augusztus 11. |            |
|      | 2.   | 10       | 10       | 2018. szeptember 7. | 2018. szeptember 7. | 2018. szeptember 7. | 2018. szeptember 7. |                     |            |
|      | 3.   | 10       | 10       | 2019. november 1.   | 2019. november 1.   | 2019. november 1.   | 2019. november 1.   |                     |            |
|      | 4.   | 10       | 10       | 2021. július 9.     | 2021. július 9.     | 2021. július 9.     | 2021. július 9.     |                     |            |

### Első évad (2017)
| Sor. | Év. | Cím                                                        | Rendező              | Író                          | Premier                                 |
| ---- | --- | ---------------------------------------------------------- | -------------------- | ---------------------------- | --------------------------------------- |
| 1.   | 1.  | Antarktisz (Antarctica)                                    | Seth Gordon          | Robia Rashid                 | 2017. augusztus 11. 2017. augusztus 11. |
| 2.   | 2.  | Egy nő az emberi fajból (A Human Female)                   | Michael Patrick Jann | Mike Oppenhuizen             | 2017. augusztus 11. 2017. augusztus 11. |
| 3.   | 3.  | Julia szerint (Julia Says)                                 | Michael Patrick Jann | Brian Tanen                  | 2017. augusztus 11. 2017. augusztus 11. |
| 4.   | 4.  | Kellemes, semleges illat (A Nice Neutral Smell)            | Seth Gordon          | Annabel Oakes                | 2017. augusztus 11. 2017. augusztus 11. |
| 5.   | 5.  | Az az én pulcsim (That's My Sweatshirt)                    | Michael Patrick Jann | Dennis Saldua                | 2017. augusztus 11. 2017. augusztus 11. |
| 6.   | 6.  | Vonat Dugifalvára (The D-Train to Bone Town)               | Michael Patrick Jann | Mike Oppenhuizen & Jen Regan | 2017. augusztus 11. 2017. augusztus 11. |
| 7.   | 7.  | Elveszett szegény Fasírt (I Lost My Poor Meatball)         | Joe Kessler          | Robia Rashid                 | 2017. augusztus 11. 2017. augusztus 11. |
| 8.   | 8.  | A hó hangtompító hatása (The Silencing Properties of Snow) | Michael Patrick Jann | Robia Rashid                 | 2017. augusztus 11. 2017. augusztus 11. |

### Második évad (2018)
| Sor. | Év. | Cím                                                                           | Rendező         | Író                                    | Premier                                 |
| ---- | --- | ----------------------------------------------------------------------------- | --------------- | -------------------------------------- | --------------------------------------- |
| 9.   | 1.  | Ennek te iszod meg a levét! (Juiced!)                                         | Joe Kessler     | Robia Rashid                           | 2018. szeptember 7. 2018. szeptember 7. |
| 10.  | 2.  | Pingvinkamera és egy kis lazítás (Penguin Cam and Chill)                      | Ryan Case       | Robia Rashid                           | 2018. szeptember 7. 2018. szeptember 7. |
| 11.  | 3.  | A kishaver és az oroszlán (Little Dude and the Lion)                          | Silver Tree     | Theresa Mulligan Rosenthal             | 2018. szeptember 7. 2018. szeptember 7. |
| 12.  | 4.  | Hazudni nem szép dolog (Pants on Fire)                                        | Geeta Patel     | Mike Oppenhuizen                       | 2018. szeptember 7. 2018. szeptember 7. |
| 13.  | 5.  | Csipogó tojás (The Egg Is Pipping)                                            | Wendey Stanzler | Bob Smiley                             | 2018. szeptember 7. 2018. szeptember 7. |
| 14.  | 6.  | A sárkány vermében (In the Dragon's Lair)                                     | Silver Tree     | Robia Rashid                           | 2018. szeptember 7. 2018. szeptember 7. |
| 15.  | 7.  | A bemocskolás (The Smudging)                                                  | Pam Thomas      | Robia Rashid & Dennis Saldua           | 2018. szeptember 7. 2018. szeptember 7. |
| 16.  | 8.  | Az élet más (szem)szögből (Living at an Angle)                                | Pete Chatmon    | Jen Regan & Theresa Mulligan Rosenthal | 2018. szeptember 7. 2018. szeptember 7. |
| 17.  | 9.  | Rituálisan finom (Ritual-licious)                                             | Ryan Case       | Mike Oppenhuizen & D.J. Ryan           | 2018. szeptember 7. 2018. szeptember 7. |
| 18.  | 10. | Ernest Shackleton túlélési törvényei (Ernest Shackleton's Rules for Survival) | Ken Whittingham | Robia Rashid                           | 2018. szeptember 7. 2018. szeptember 7. |

### Harmadik évad (2019)
| Sor. | Év. | Cím                                                  | Rendező          | Író                            | Premier                             |
| ---- | --- | ---------------------------------------------------- | ---------------- | ------------------------------ | ----------------------------------- |
| 19.  | 1.  | Egy kiváló terv (Best Laid Plans)                    | Ryan Case        | Robia Rashid                   | 2019. november 1. 2019. november 1. |
| 20.  | 2.  | Szálegyenes Sam (Standing Sam)                       | Rebecca Asher    | Theresa Mulligan Rosenthal     | 2019. november 1. 2019. november 1. |
| 21.  | 3.  | Kokainpirulák és lóhús (Cocaine Pills and Pony Meat) | Victor Nelli Jr. | Bob Smiley                     | 2019. november 1. 2019. november 1. |
| 22.  | 4.  | SZ.V.K., avagy Szellemed van, kislány (Y.G.A.G.G.)   | Wendey Stanzler  | Mike Oppenhuizen               | 2019. november 1. 2019. november 1. |
| 23.  | 5.  | Csakis gyapjú (Only Tweed)                           | Victor Nelli Jr. | D.J. Ryan                      | 2019. november 1. 2019. november 1. |
| 24.  | 6.  | Egy pingvin lényege (The Essence of a Penguin)       | Michael Medico   | Mike Oppenhuizen & Lauren Moon | 2019. november 1. 2019. november 1. |
| 25.  | 7.  | Apadás (Shrinkage)                                   | Annabel Oakes    | Bob Smiley & Nicole Betz       | 2019. november 1. 2019. november 1. |
| 26.  | 8.  | Pipa Paige (Road Rage Paige)                         | Ken Whittingham  | Robia Rashid                   | 2019. november 1. 2019. november 1. |
| 27.  | 9.  | Sam sétál (Sam Takes a Walk)                         | Robia Rashid     | Robia Rashid & Annie Mebane    | 2019. november 1. 2019. november 1. |
| 28.  | 10. | Barna cukor nyomában (Searching for Brown Sugar Man) | Ken Whittingham  | Robia Rashid                   | 2019. november 1. 2019. november 1. |